# 積木

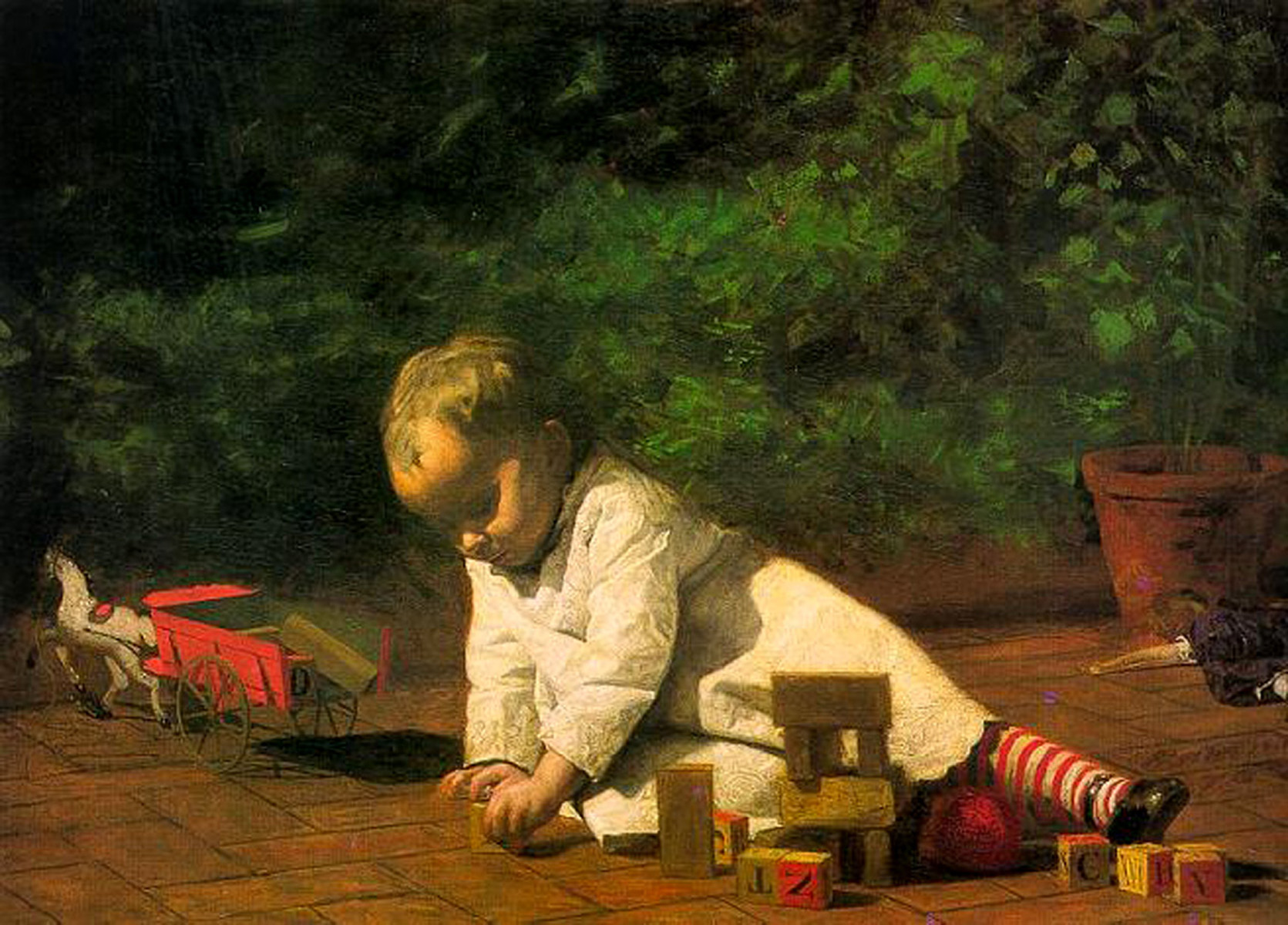
トマス・エイキンズ作『Baby at Play』

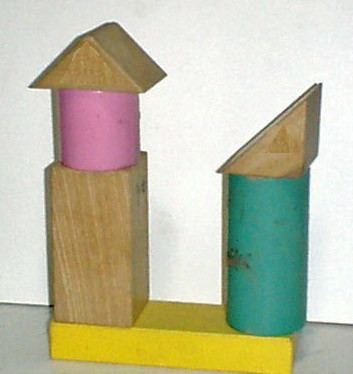
積木

積木(つみき)とは、積み重ねたり、並べたり、崩したりして遊ぶことを想定して作られた直方体や円柱等の形をした玩具。組み合わせにより家や木などのミニチュアに見え、ままごとのステップにもなる。
主に乳幼児向きの玩具で、脳に刺激を与え、創造力や想像力を伸ばすとされる。

## 教育玩具としての積木
教育玩具としての積木は、1838年にフリードリヒ・フレーベルが考案したものがルーツとされており、この積み木は彼が考案した10種の教材の恩物のうちの一部である。具体的には第3恩物が立方体の積み木、第4恩物が直方体の積み木で、第5恩物は立方体と三角柱、第6恩物は立方体と直方体から構成される積み木である。
他には、マリア・モンテッソーリが考案した積木、パティ・スミス・ヒルが考案したヒル積木が有名である。

## 比喩表現
また、比喩的に今まで自分が作ってきたキャリアや将来を期待した親がかけた負担や想いのことを言い、これらを台無しにする行為を「積木くずし」などと呼ぶことがある。